# Baktakék
Baktakék je vesnice v Maďarsku v župě Borsod-Abaúj-Zemplén, spadající pod okres Encs. Vznikla v roce 1950 sloučením dvou obcí Bakta a Szárazkék. Nachází se asi 8 km severozápadně od Encse. Žije zde 790 obyvatel. Dle údajů z roku 2001 tvoří 75 % obyvatelstva Maďaři, 25 % Romové a žil zde též jeden Slovák.
Sousedními vesnicemi jsou Abaújlak, Abaújszolnok, Alsógagy, Beret, Fancsal a Gagyvendégi.